# Typhlodromus kodaikanalensis
Typhlodromus kodaikanalensis är en spindeldjursart som beskrevs av Gupta 1978. Typhlodromus kodaikanalensis ingår i släktet Typhlodromus och familjen Phytoseiidae. Inga underarter finns listade i Catalogue of Life.